# Pidonia sylvicola
Pidonia sylvicola là một loài bọ cánh cứng trong họ Cerambycidae.